# Marco Abreu
Pour les articles homonymes, voir Abreu.
 Marco Abreu, de son vrai nom Marco Paulo Coimbra de Abreu, né le 8 décembre 1974 à Lubango (province de Huila, Angola), est un footballeur angolais. Il joue au poste de défenseur avec l'équipe d'Angola et le club du SC Espinho.
Abreu a quitté l'Angola à l’âge de deux ans et a passé sa jeunesse et sa carrière de joueur au Portugal.

## Carrière

### En équipe nationale
Abreu participe à la coupe du monde 2006 avec l'équipe d'Angola.

## Palmarès
- 3 sélections avec l'équipe d'Angola depuis 2006
- Championnat du Portugal D3 en 2002 avec le Sporting Covilha